# Général Rustum
Le général Rustum ou Rustam (arabe : الجنرال رستم), né vers 1820 en Circassie et mort en 1886 à Constantinople (actuelle Istanbul), est un général, haut fonctionnaire et homme politique tunisien.

## Biographie
Mamelouk élevé au palais du Bardo et ancien élève de l'École militaire du Bardo, où il est l'élève de Mahmoud Kabadou, il devient commandant de la garde beylicale. Rustum est ensuite nommé ministre de l'Intérieur en 1865 puis ministre de la Guerre entre 1870 et 1878. Il devient rapidement l'un des hommes les plus riches de la régence et fait construire plusieurs palais dont l'actuel palais Ali Zarrouk, du nom de son gendre (petit-fils de Larbi Zarrouk) à La Manouba. Durant l'insurrection menée par Ali Ben Ghedhahem en 1864, Rustum dirige avec succès l'une des colonnes armées chargées de la violente répression des tribus révoltées dans le nord-ouest du pays.
Il participe alors activement aux réformes de 1873 menées par Kheireddine Pacha, dont il épouse la fille à Constantinople en secondes noces en 1883, après un mariage avec la fille d'Ismaïl Caïd Essebsi, membre du makhzen beylical. Il finit par démissionner en même temps que le grand vizir Kheireddine et s'exile à Istanbul à la suite d'un profond désaccord avec Sadok Bey et le ministre Mustapha Ben Ismaïl, favori du souverain, sur la politique étrangère et la gestion financière du pays.
Rustum voulait en effet, avec Kheireddine Pacha et le général Husseïn, limiter l'action de la France et sa pénétration sur la scène nationale tunisienne, en réaffirmant les liens de la Tunisie avec le gouvernement de l'Empire ottoman et en poursuivant, à leur échelle, la politique d'union du sultan Abdülhamid II.
Il meurt à Constantinople en 1886 mais sa descendance reste installée à Tunis.

## Décorations
Il est détenteur de plusieurs décorations dont :
- Grand-croix de l'Ordre du Nichan Iftikhar ;
- Première classe de l'Ordre du Nichan ad-Dam ;
- Première classe de l'Ordre du Nichân Ahd El-Amân ;
- Première classe du l'Ordre du Nichân El-Ahd El-Mourassaâ ;
- Deuxième classe de l'Ordre du Médjidié.